# Helen Taft
Helen Louise Herron Taft  (Cincinnati (Ohio), 2 juni 1861 - Washington D.C., 22 mei 1943) was de echtgenote van de Amerikaanse president William Howard Taft en de first lady van het land tussen 1909 en 1913.
Ze werd geboren in Cincinnati en was het vierde kind van John W. Herron en Harriet Collins. Op 18-jarige leeftijd ontmoette ze William Taft op een feestje. Ze werden vrienden en later geliefden. In 1886 trouwden ze. Ze kregen drie kinderen: Robert (1889-1953), Helen (1891-1987) en Charles (1897-1983). De politieke carrière van haar man verliep voorspoedig en in 1909 werd William president.
Als first lady was ze nog steeds in politiek geïnteresseerd, maar concentreerde zich vooral op het sociale aspect van de ambtstermijn van haar man. Slechts twee maanden nadat haar man president werd, kreeg ze een zware beroerte waardoor haar dochter Helen Taft Manning haar school verliet om een jaar het sociale leven van het Witte Huis te leiden. Op 19 juni 1911 was er een groot tuinfeest voor duizenden gasten ter ere van de zilveren bruiloft van het echtpaar Taft. Helen herinnerde zich dit als het grootste evenement dat ze had meegemaakt. De beroemde Japanse kersenbomen rond het Tidal Basin in Washington werden op verzoek van mevrouw Taft geplaatst.
Haar publieke rol in Washington eindigde niet toen ze het Witte Huis verliet. In 1921 werd haar man Chief Justice of the United States en ze bleef ook na zijn dood in 1930 in Washington wonen. Ze overleed op 81-jarige leeftijd in 1943.
Martha Washington ·
Abigail Adams ·
Martha Jefferson Randolph ·
Dolley Madison ·
Elizabeth Kortright Monroe ·
Louisa Adams ·
Emily Donelson ·
Sarah Yorke Jackson ·
Angelica Van Buren ·
Anna Harrison ·
Letitia Tyler ·
Priscilla Tyler ·
Julia Tyler ·
Sarah Polk ·
Margaret Taylor ·
Abigail Fillmore ·
Jane Pierce ·
Harriet Lane ·
Mary Lincoln ·
Eliza Johnson ·
Julia Grant ·
Lucy Hayes ·
Lucretia Garfield ·
Mary McElroy ·
Rose Cleveland ·
Frances Cleveland ·
Caroline Harrison ·
Mary Harrison McKee ·
Ida McKinley ·
Edith Roosevelt ·
Helen Taft ·
Ellen Wilson ·
Edith Wilson ·
Florence Harding ·
Grace Coolidge ·
Lou Hoover ·
Eleanor Roosevelt ·
Bess Truman ·
Mamie Eisenhower ·
Jacqueline Kennedy ·
Lady Bird Johnson ·
Pat Nixon ·
Betty Ford ·
Rosalynn Carter ·
Nancy Reagan ·
Barbara Bush ·
Hillary Clinton ·
Laura Bush ·
Michelle Obama ·
Melania Trump ·
Jill Biden ·
Melania Trump
- Bibliothèque nationale de France: cb16575920m (data)
- Gemeinsame Normdatei: 130278556
- International Standard Name Identifier: 0000 0000 2512 3470
- Library of Congress Control Number: n85185523
- National Archives and Records Administration: 18538672
- Nederlandse Thesaurus van Auteursnamen: 333620984
- SNAC: w6b95zn1
- Système universitaire de documentation: 220457042
- Virtual International Authority File: 50330153
- WorldCat: E39PBJrGyhc6c9BBQq47ctbfMP